# Premio AFI
Il premio AFI è un riconoscimento musicale assegnato dal 1952, in occasione della Rassegna della canzone d'autore di Sanremo conferito dall'Associazione fonografici italiani a cantanti, artisti, giornalisti, personaggi dello spettacolo e del settore fonografico.
Il premio riguarda non soltanto gli artisti musicali, ma anche coloro che s'impegnano nel sostenere attività di promozione ed eventi riguardanti la musica italiana.

## Vincitori
- 2009 - Patty Pravo
- 2010 - Nino Romeo
- 2011 - Anna Oxa
- 2012 - Adriano Celentano (Premio AFI alla carriera), [Festival Pub Italia] (Premio AFI migliore organizzazione italiana), [Franco Arcoraci] (ideatore Festival Pub Italia),Loredana Bertè, Kekko Silvestre dei Modà, Giulia Anania, Bidiel, Federico Vacalebre, Adriano Pennino, Gabriella Schiavo[1]
- 2013 - Guido Palma (Premio AFI alla carriera), Toto Cutugno (Premio AFI alla carriera), Ricchi e Poveri (Premio AFI alla carriera), Antonio Maggio, Marzia Stano (Premio AFI Miglior progetto discografico dell'anno), Salvatore Papa (Premio AFI Miglior artista esordiente), Maldestro
- 2014 - Maldestro
- 2015 -
- 2016 - Pooh (Premio AFI alla carriera[2]), Chiara Dello Iacovo, Cecile, Irama, Irene Fornaciari
- 2017 - Francesco Guasti[3], Fiorella Mannoia, Tommaso Pini, Al Bano (Premio AFI alla carriera), Don Backy (Premio AFI alla carriera), Gigi D'Alessio, Rita Pavone (Premio AFI alla carriera)
- 2018 - Francesca Alotta[4]
- 2019 - Ivana Spagna